# Хайлангау
Хайлангау (на немски: Heilangau) е средновековно гау-графство на брега на Долна Елба в Долна Саксония в региона на Херцогство Саксония.
На юг граничи с Дерлингау. Най-важните селища в Хайлангау са Бремерфьорде, Букстехуде, Харбург и Щаде.
Граф в Хайлангау е:
- Хайнрих († 11 май 976), от 959 г. доказан като граф в Хайлангау (Удони)

Хайнрих строи замък в Харзефелд, от където графството започва да се управлява. През 11 век главното селище на графството се мести в Щаде и графството започва да се нарича на новото седалище.